# Kristijonas Donelaitis
Kristijonas Donelaitis, také Christian Donalitius (1. leden 1714,  Lasdinehlen (nyní Gusev) – 18. únor 1780, Tollmingkehmen (nyní Čistyje Prudy) byl litevský spisovatel a luteránský pastor. Je pokládán za zakladatele litevské profánní literatury, ale psal také německy a latinsky. Působil v pruské Malé Litvě. Jeho nejslavnějším dílem je poema Roční doby (Metai).

## Život
Narodil se jako jeden ze sedmi dětí (čtyř synů) sedláka, který brzy zemřel, a jako chudý stipendista absolvoval katedrální školu v Královci (Königsberg, dnes Kaliningrad). V letech 1736-1740 vystudoval na tamní univerzitě teologii a klasickou filologii. V roce 1743 se stal pastorem litevsko-německé obce Tollmingkehmen, kde působil a kázal v obou jazycích až do své smrti. Kromě toho stavěl klavíry a různé přístroje. Roku 1744 se oženil s Annou Reginou Olefant, vdovou po řediteli školy ve Stallupönen, manželství zůstalo bezdětné. Pro svoji farnost, kde žilo asi tři tisíce lidí (asi dvě třetiny Němců) dal postavit roku 1756 nový cihelný kostel, který však už v následujícím roce vypálilo ruské vojsko v rámci sedmileté války. Obyvatelé se během ruského obsazení schovávali v lesích.

## Dílo
Jeho hlavní dílo, epos Metai, vyšel poprvé roku 1818. Předtím se v litevštině psaly jen náboženské knihy a básně. Metai má 2 997 veršů a byl napsán po vzoru starověkých básní v hexametrech, které se v litevské literatuře nikdy nepoužívaly. Realisticky líčí drsný život nevolníků a navíc užívá i jejich dialekt. Krom těchto sociálních tónů je především oslavou litevské krajiny. Báseň byla poprvé publikována ve zkrácené podobě, a to dvojjazyčně, litevsky a v německém překladu (německý název sbírky zněl Das Jahr in Vier Gesängen). Německá verze byla vzápětí přeložena do několika dalších jazyků.
K Donelaitisovým dalším dílům patří šest bajek a veršované pohádky v souboru Pričkaus pasaka apie lietuvišką svodbą (Pričkusův příběh o litevské svatbě), který vyšel roku 1865.